# Lelio Orci
Lelio Orci (* 22. März 1937 in San Giovanni Incarico, Provinz Frosinone; † 22. Oktober 2019 in Genf) war ein italienischer Mediziner für Diabetologie.
Orci studierte an der Universität Rom Medizin (Laurea 1964) und ging 1966 an die Universität Genf zu Albert Renold. 1976 wurde er dort Direktor der Abteilung Histologie. Er war dort Professor für Histologie und Zellbiologie. Orci untersuchte insbesondere Aufbau und Funktion der Langerhans-Inseln.
Er war Mitglied der National Academy of Sciences (1998), der Accademia dei Lincei (2005), der Königlich Belgischen Akademie der Wissenschaften, der Academie Suisse des Sciences Medicales, des Istituto Lombardo, der Italienischen Akademie der Wissenschaften (Accademia di Scienze e Lettere in Italia) und der Academia Europaea (1999). Er war Ehrendoktor der Universität Genf (2008).
1973 wurde er mit dem Oskar-Minkowski-Preis der European Association for the Study of Diabetes ausgezeichnet. Darüber hinaus erhielt er 1981 die Banting-Medaille der American Diabetes Association, 1983 die Dale-Medaille, 1986 den Otto Naegeli-Preis sowie den König-Faisal-Preis für Medizin.
Ab 2009 war er auswärtiges Ehrenmitglied der American Academy of Arts and Sciences.

## Schriften
- mit Jean-Dominique Vassalli, Alain Perrelet The Insulin Factory, Scientific American September 1988